# Trichardis nigrescens
Trichardis nigrescens är en tvåvingeart som först beskrevs av Ricardo 1903.  Trichardis nigrescens ingår i släktet Trichardis och familjen rovflugor.
Artens utbredningsområde är Socotra. Inga underarter finns listade i Catalogue of Life.